# Etambutol
Az etambutol (rövidítve EMB) 
Mycobacterium(en) elleni szer, beleértve a gümőkórt általában okozó Mycobacterium tuberculosist is. TBC ellen alkalmazzák legalább egy másik antibiotikummal (kezdő kezeléskor rendszerint izoniaziddal(en) és esetleg sztreptomicinnel) kombinálva.
In vitro klinikai próbák során azt tapasztalták, hogy az egyedül alkalmazott etambutol hatására a baktériumban megjósolhatatlan módon alakul ki rezisztencia. Keresztrezisztenciát (több antibiotikum ellen egyszerre kialakuló rezisztenciát) nem tapasztaltak semmilyen „kísérő” antibiotikummal.
A szer nem hat más baktériumokra, gombákra, vírusokra.

## Hatásmód
A peptidoglikánvázhoz d
-arabinózon és d-galaktózon keresztül kovalens kötéssel mikolsav(en) kapcsolódik, amely a legjelentősebb lipid a Mycobacteriumok sejtfalában. Az etambutol gátolja a mikolsav bejutását a sejtfalba.
Arabinozil-transzferáz(en) gátló. Ez az enzim fontos a baktérium sejtfalának előállításához. Az enzim hiánya átjárhatóbbá teszi a sejtfalat az antibiotikumok számára.
Gátolja a baktérium számára a spermidin(en) előállítását.
A szer általában csak a baktérium sejtfalán jut keresztül, de kimutatták, hogy néha az emberi sejtfalon is átjut, és az emberi sejtre is halálos.

## Mellékhatások, ellenjavallatok
A szer ellenjavallt 13 éves kor alatt, látóideggyulladás esetén, valamint a terhesség és szoptatás időszakában. Ellenjavallt az alkohol, mely májmegbetegedéshez vezethet.
Fokozott óvatosság szükséges szürkehályog, diabéteszes retinopátia és vesebetegség esetén. A kezelés során rendszeres szemészeti, májfunkció és szérum húgysavszint-, cukorbetegeknél vércukorszint-ellenőrzés szükséges.
Gyakori mellékhatás a szemideggyulladás, amely a látásélesség romlásával, a látótér beszűkülésével, a középső vagy széli látótér kiesésével és piros-zöld színtévesztéssel jár. Egy vagy mindkét szem érintett lehet. A látásromlás függ a dózistól, és az alkalmazás idejétől. A látásromlás a szemben lévő cink hiányának a következménye.
A szer abbahagyása után 1–4 hét múlva a látás helyreáll. Előfordul, hogy a látásromlás csak az első terápia során jelentkezik, megismételt kezeléskor nem.
A komplikációk sok esetben hosszú idővel a kezelés után jelentkeznek Javulás a tünetekben pár hét után bekövetkezhet, de előfordulhat az is, hogy végleges, maradandó lesz a károsodás.
Az etambutolt szedő betegek 50%-nál a csökkent húgysav kiürülés következtében fellángolhat a köszvény, melyet még ronthat, ha a betegnek veseműködési zavarai is vannak.
Előfordulnak emésztőrendszeri panaszok, ízületi fájdalmak, nagyon ritkán zavartság, hallucináció és más mellékhatások is.

## Adagolás
15 mg/tskg napi egyszeri alkalommal. Az étkezés nem befolyásolja a szer felszívódását. A szert nem szabad idő előtt abbahagyni (a tünetek csökkenésekor sem), mert a szervezetben még meglevő baktériumok újra növekedésnek indulhatnak.
Egyes szakorvosok szerint 25 mg/tskg adaggal kell kezdeni, majd 60 nap után csökkenteni 15 mg-ra. Mások szerint ez csak azoknál szükséges, akik korábban már kaptak etambutol-kezelést.
A napi maximális adag 2,5 gramm.

## Készítmények
Magyarországon:
- ETAMBUTOL-CHINOIN 400 mg tabletta
- SURAL 250 mg tabletta

A nemzetközi gyógyszerpiacon nagyon sok termék van forgalomban. A kombinációkban a leggyakoribb komponensek az etambutol vagy etambutol-hidroklorid mellett: izoniazid, pirazinamid(en), rifampicin, lomefloxacin(en), protionamid(en), B6-vitamin.